# Liane Zimbler
Liane Zimbler (ur. 31 maja 1892 w Przerowie, 11 listopada 1987 w Los Angeles) – architektka i architektka wnętrz, pierwsza kobieta w Austrii z dyplomem inżyniera budownictwa.

## Życiorys
Urodziła się 31 maja 1892 w Przerowie jako Juliane Angela Fischer  w rodzinie Roberta Karla Fischera, urzędnika kolei żydowskiego pochodzenia . W 1900 roku rodzina przeniosła się do Wiednia, gdzie później Zimbler ukończyła szkołę realną , po czym od 1910 lub 1912 roku studiowała na Kunstgewerbeschule, prawdopodobnie biorąc udział w zajęciach architektonicznych u Oskara Strnada. Równocześnie, od ok. 1911 roku, pracowała jako ilustratorka i projektantka w salonie mody Emilie Louise Flöge. Możliwe, że później studiowała także w Monachium . Podczas studiów (ok. 1916 roku) projektowała meble firmy Möbelfabrik Bamberger. Około 1918 roku zaczęła pracę w studio architektonicznym . W 1916 wyszła za mąż za Ottona Zimblera (1890–1940); małżeństwo miało jedną córkę, Evę, która urodziła się w 1922 .
W latach 1923–1938 Zimbler prowadziła własną pracownię architektury wnętrz w Wiedniu, która stała się na tyle popularna, że Zimbler otworzyła w 1928 drugą pracownię w Pradze, zarządzaną przez Annie Herrnheiser . Zimbler specjalizowała się w projektowaniu jednopokojowych mieszkań i kawalerek dla klasy średniej – przeważnie małżeństw lub niezależnych, pracujących kobiet – skupiając się na modernizacji istniejących mieszkań. Jednocześnie także publikowała i prowadziła odczyty, a w latach 30. zorganizowała wystawę Wie sieht die Frau? dotyczącą kobiet w sztuce, która była częścią Międzynarodowego Kongresu Kobiet w Wiedniu. W 1931 kontynuowała edukację na Wyższej Szkole Technicznej w Wiedniu , a w lutym 1938 roku jako pierwsza kobieta w Austrii zdobyła dyplom inżyniera budownictwa .
W pierwszych tygodniach po anschlussie Zimbler wraz z rodziną opuściła Austrię dzięki dokumentom zdobytym przez męża. Zimblerowie wyruszyli przez Holandię do Londynu, gdzie ubiegali się o dokumenty na wyjazd do Stanów Zjednoczonych. Po pobycie w Nowym Jorku  osiedli w 1940 w Los Angeles, gdzie Liane rozpoczęła pracę dla firmy projektującej wnętrza prowadzonej przez Anitę Toor. Po śmierci Toor, z początkiem lat 40., Zimbler przejęła firmę i prowadziła ją do 1975 roku . W latach 60. do firmy Zimbler dołączyła jej córka Eva .
W 1943 uzyskała obywatelstwo amerykańskie. Od 1946 była członkinią American Institute for Interior Designers; w ramach tej organizacji przygotowywała wystawy oraz seminaria. Należała także do Association for Women in Architecture oraz do Austrian Board for the International Housing Society. Poza pracą w swojej firmie, prowadziła także wykłady w Wiedniu, Paryżu i Los Angeles .
Zmarła 11 listopada 1987 w Los Angeles .